# 스타니슬라우 슈시케비치
스타니슬라우 스타니슬라바비치 슈시케비치(벨라루스어: Станісла́ў Станісла́вавіч Шушке́віч, 러시아어: Станисла́в Станисла́вович Шушке́вич 스타니슬라프 스타니슬라보비치 슈시케비치[*], 1934년 12월 15일 ~ 2022년 5월 3일)는 벨라루스의 과학자, 정치인이다. 소련으로부터 독립한 벨라루스 공화국의 초대 의장을 지냈다.

## 생애
민스크에서 태어났다. 아버지 스타니슬라우 퍄트로비치 슈시케비치(Станіслаў Пятровіч Шушкевіч)는 시인이다. 어머니 헬레나 라마노우스카야(Гэлена Раманоўская, 폴란드어: Helena Romanowska 헬레나 로마노프스카[*])는 폴란드의 귀족인 슐라흐타 가문이었다. 2차 대전 중 나치가 민스크를 점령했을 때 슈시케비치는 그의 어머니·할머니와 집에서 지내며 한 유대인 소년을 숨겨 주었다.
1956년 벨라루스 국립 대학교를 졸업한 뒤 벨라루스 국립 과학원에서 무선전자를 연구했다. 1960년대 초반에는 전자기기 공장에서 공학자로 일했다. 리 하비 오스월드가 민스크에 있을 때 오스월드에게 러시아어를 가르쳐 주기도 했다.
1991년 8월 쿠데타 이후 미칼라이 제먄체이(Мікалай Дземянцей) 의장이 축출된 뒤 슈시케비치가 임시 의장을 맡았다. 1991년에 소비에트 연방이 붕괴되자, 벨라루스 공화국은 독립을 선언하였고, 그는 벨라루스의 초대 국가원수인 의장으로 선출되었다. 당시 독립국가연합에서 중요한 역할을 한 인물이기도 하다. 1991년 12월 8일, 러시아의 대통령인 보리스 옐친과 우크라이나의 레오니드 크라우추크와 함께 소비에트 연방 해체와 독립국가연합 창설에 합의하였다. 1993년, 알렉산드르 루카셴코가 슈시케비치 정권을 포함한 여러 공무원을 비판하였으며, 알렉산드르 루카셴코의 비판으로 자신감을 잃은 그는 대통령직에서 쫓겨났다. 이후 1994년에 열린 대통령 선거에 출마하였으나 알렉산드르 루카셴코에게 낙선하였다. 1998년부터 2018년까지 벨라루스 사회민주당의 당수를 맡았다. 2006년에는 대한민국을 방문한 적이 있다.
2022년 4월 코로나19 합병증으로 중증 치료를 받다가 5월 3일 밤 민스크에서 사망했다.

## 같이 보기
- 알렉산드르 루카셴코
- 벨라루스의 대통령
- 벨라루스의 정치